# 1907–1908-as svájci labdarúgó-bajnokság (első osztály)
Az 1907–1908-as Swiss Serie A volt a 11. alkalommal megrendezett, legmagasabb szintű labdarúgó-bajnokság Svájcban.
A címvédő a Servette volt. A bajnokságot a Winterthur csapata nyerte, immár második alkalommal.

## Keleti csoport
| Hely. | Csapat               | M  | Gy | D | V | G+ | G– | Gk  | P  | Továbbjutás vagy kiesés |
| ----- | -------------------- | -- | -- | - | - | -- | -- | --- | -- | ----------------------- |
| 1.    | Winterthur           | 14 | 10 | 2 | 2 | 47 | 22 | +25 | 22 | Továbbjutó              |
| 2.    | Old Boys Basel       | 14 | 7  | 2 | 5 | 33 | 29 | +4  | 16 |                         |
| 3.    | Basel                | 14 | 6  | 2 | 6 | 40 | 39 | +1  | 14 |                         |
| 4.    | Grasshoppers         | 14 | 6  | 1 | 7 | 38 | 40 | −2  | 13 |                         |
| 5.    | Zürich               | 14 | 6  | 1 | 7 | 36 | 39 | −3  | 13 |                         |
| 6.    | Young Fellows Zürich | 14 | 5  | 3 | 6 | 31 | 46 | −15 | 13 |                         |
| 7.    | St. Gallen           | 14 | 4  | 3 | 7 | 32 | 38 | −6  | 11 |                         |
| 8.    | Aarau                | 14 | 5  | 0 | 9 | 39 | 43 | −4  | 10 |                         |

## Nyugati csoport
| Hely. | Csapat              | M  | Gy | D | V | G+ | G– | Gk  | P  | Továbbjutás vagy kiesés |
| ----- | ------------------- | -- | -- | - | - | -- | -- | --- | -- | ----------------------- |
| 1.    | Young Boys Bern     | 12 | 10 | 0 | 2 | 40 | 17 | +23 | 20 | Továbbjutó              |
| 2.    | Servette Genf       | 12 | 9  | 0 | 3 | 37 | 16 | +21 | 18 |                         |
| 3.    | Lausanne Sports     | 12 | 6  | 0 | 6 | 30 | 25 | +5  | 12 |                         |
| 4.    | Cantonal Neuchâtel  | 12 | 5  | 1 | 6 | 30 | 27 | +3  | 11 |                         |
| 5.    | La Chaux-de-Fonds   | 12 | 3  | 2 | 7 | 27 | 40 | −13 | 8  |                         |
| 6.    | Bern                | 12 | 3  | 2 | 7 | 12 | 30 | −18 | 8  |                         |
| 7.    | Vereinigter FC Biel | 12 | 3  | 1 | 8 | 27 | 48 | −21 | 7  |                         |

## Döntő
- Winterthur 4–1 Young Boys Bern